# Melanargia freyeri
Melanargia freyeri är en fjärilsart som beskrevs av Hans Fruhstorfer 1917. Melanargia freyeri ingår i släktet Melanargia och familjen praktfjärilar. Inga underarter finns listade i Catalogue of Life.